# Dibranchus discors
Dibranchus discors is een straalvinnige vissensoort uit de familie van vleermuisvissen (Ogcocephalidae). De wetenschappelijke naam van de soort is voor het eerst geldig gepubliceerd in 1999 door Bradbury, McCosker & Long.